# Leptobrachella wumingensis
Leptobrachella wumingensis — вид жаб родини азійських часничниць (Megophryidae). Описаний у 2023 році.

## Поширення
Ендемік Китаю. Виявлений у національному природному заповіднику Даміншань в повіті Умін окрузі Наньнін в Гуансі-Чжуанському автономному районі на півдні країни.

## Опис
Жаба середнього розміру тіла (26,0–26,7 мм у самців, 30,6–34,8 мм у самиць). Спина блідо-коричнева з темно-коричневим відмітини. На боках є чорні плями і помаранчеві горбочки. Райдужка двоколірна: верхня половина мідна та тьмяніша від сріблястої в нижній половині.